# イシドール・フィリップ
イシドール・フィリップ（Isidor Philipp, 1863年9月2日 ブダペスト † 1958年2月20日 パリ）はハンガリー系のフランスのピアニスト・音楽教育者。

## 経歴
少年時代にパリに移る。パリ音楽院でピアノをショパン門下のジョルジュ・マティアスに師事。1883年に音楽院を首席で卒業してからは、カミーユ・サン＝サーンスやステファン・ヘラー、リスト門下のテオドール・リテールに師事。1890年にソリストとしてロンドンにデビューする。
1903年から1934年まで母校の教授を務める。それに加えて1921年から1933年までフォンテーヌブローのアメリカ音楽院 (Conservatoire américain de Fontainebleau) でも教鞭を執る。主要な門人にアルベルト・シュヴァイツァー、神戸絢、ギオマール・ノヴァエス、ウィルフリド・ペレティエ、アレクサンドル・チェレプニン、アーロン・コープランド、コリン・マクフィー、ジャン・モレル、ジャンヌ＝マリー・ダルレ、ベヴァリッジ・ウェブスター、アンリエット・ピュイグ＝ロジェ、ニキタ・マガロフ、フィリス・セリック、ジャン・フランセモニク・ド・ラ・ブリュショルリ、ピエール・デルヴォーらがいる。
1940年に米国に移住し、かつての門人ドワイト・アンダーソンの援助のもと、さしあたってルイヴィルに落ち着く。その後はニューヨークやモントリオールで教鞭を執った。1955年、92歳のとき告別演奏会を開催。
1977年にルイヴィル大学において、「米国リスト協会」の看板のもとにフィリップ文庫が創設された。フィリップの作品のほかに新聞報道や写真にくわえて、リストやサン＝サーンス、マスネ、ブゾーニらといった大家や門人と取り交わされた私信が保存されている。